# Pam Rabbit
Pam Rabbit (vlastním jménem Pamela Narimanian a v minulosti také uváděna jako Pamela Koky) je česká zpěvačka a písničkářka arménského původu.

## Umělecká kariéra
Začínala jako vokalistka Mikolase Josefa, kterého doprovodila na Eurovision Song Contest 2018 v Portugalsku.
Její hudební kariéra začala v roce 2019, kdy na začátku ledna vydala debutovou desku Mom, I’m lost. S písní Easy to Believe soutěžila v národním kole Eurovision Song Contest. V roce 2022 v O2 areně společně s Sofian Medjmedj byla předskokankou skupině Mirai.
Dne 20. října 2023 vydala svoje první album s názvem I Love the Internet. Dne 11. ledna 2024 v Lucerna Music Baru proběhl křest alba. Podpořili ji různí interpreti například Mirai Navrátil, Annabelle, Slza, Marta Jandová. Na pódiu si s ní zazpíval zpěvák Totally Nothin píseň „Mít Rád“. Kromě sólové dráhy zpívala s uskupením Prague Lounge Trio. Dne 28.6. vydala Pam Rabbit nové album, předělala album I Love the Internet na verzi DELUXE.
V březnu 2024 převzala hudební ocenění Anděl Coca Cola – sólovou interpretku za rok 2023.
Nazpívala píseň Společně sami k stejnojmennému filmu Gaby Sittové.
Na rok 2024 byla nominována na Objev Roku - Český Slavík 

## Soukromý život
Narodila se v Praze, kde vystudovala Konzervatoř Jaroslava Ježka. Je veganka. Její dědeček byl gruzínský zpěvák.

## Diskografie
| Rok  | Název alba/EP              | Vydavatelství   | Streamy (YT+Spotify) | CZ Top 100 | Certifikace |
| ---- | -------------------------- | --------------- | -------------------- | ---------- | ----------- |
| 2022 | Mom, I'm Lost              | Universal Music | Ano                  | ?          | ?           |
| 2023 | I love the Internet        | Universal Music | Ano                  | Ano        | Ano         |
| 2024 | I love the Internet DELUXE | Universal Music | Ano                  | Ano        | Ano         |

## Videoklipy
| Rok  | Datum         | Videoklip           | Počet zhlédnutí na YouTube (počet zhlédnutí k 28.08.2025) | Album/EP                   |
| ---- | ------------- | ------------------- | --------------------------------------------------------- | -------------------------- |
| 2020 | 20. ledna     | Get Up              | 147 243                                                   | -                          |
| 2020 | 30. dubna     | Again and Again     | 62 482                                                    | –                          |
| 2021 | 29. dubna     | Mom, I'm Lost       | 113 598                                                   | Mom, I'm Lost              |
| 2021 | 15. září      | We're All Gonna Fly | 920 918                                                   | Mom, I'm Lost              |
| 2021 | 29. října     | Ve Starym Dome      | 864 996                                                   | Mom, I'm Lost              |
| 2022 | 3. července   | stuck in the cloud  | 703 967                                                   | I Love the Internet        |
| 2022 | 11. listopadu | zobrazeno           | 479 514                                                   | I Love the Internet        |
| 2023 | 27. ledna     | ghosting            | 358 505                                                   | I Love the Internet        |
| 2023 | 2. června     | DM "friends"        | 763 389                                                   | I Love the Internet        |
| 2023 | 20. října     | NPC                 | 389 376                                                   | I love the internet        |
| 2024 | 17. března    | Společně sami       | 164 761                                                   | -                          |
| 2024 | 5. června     | Space               | 2 273 964                                                 | I love the internet DELUXE |
| 2024 | 25. října     | bude to hard        | 207 094                                                   | -                          |
| 2025 | 4. dubna      | NEchod Tam!         | 143 161                                                   | -                          |

## Seznam skladeb alb

### Mom, I'm Lost (EP)
Vydáno: 14. ledna 2022
1. Mom, I'm Lost
2. We're All Gonna Fly
3. Pull The Trigger
4. Ve Starym Dome
5. Little Boy
6. Lullaby
7. We're All Gonna Die[7]

### I love the internet
Vydáno: 20. října 2023
1. I love the internet
2. Anxiety
3. Stuck in the cloud
4. Npc
5. Algorithm
6. Zobrazeno
7. Karoline with a K
8. Ghosting
9. dm "friends"
10. modry svetlo

I love the internet DELUXE
Vydáno: 28. června 2024
1. i love the intérnet
2. anxiety
3. stuck in the cloud (eng version)
4. Busy (feat. Katannah)
5. algorithm
6. npc
7. zobrazeno
8. dm friends (eng version)
9. space (acoustic version)
10. karoline with a k
11. ghosting
12. space
13. stuck in the cloud
14. dm friends
15. modry svetlo

## Ocenění
| Rok  | Ocenění         | Kategorie          | Výsledek  |
| ---- | --------------- | ------------------ | --------- |
| 2024 | Ceny Anděl 2023 | Sólová interpretka | vítězství |
| 2024 | Český slavík    | Objev roku         | vítězství |